# Liste der Flaggen im Kreis Höxter
Diese Liste beinhaltet alle in der Wikipedia gelisteten Flaggen im Kreis Höxter in Nordrhein-Westfalen. Weitere Flaggen von Städten, Gemeinden und Kreisen in Nordrhein-Westfalen sind über die Navigationsleiste am Ende der Seite erreichbar.
| Kreis        | Hissflagge | Banner | Kommentare |
| ------------ | ---------- | ------ | --- |
| Kreis Höxter |            |        | Genehmigt durch den Regierungspräsidenten in Detmold am 12. Februar 1976: „Der Kreis führt folgendes Wappen: In Silber (weiß) eine blaue Lilie; darüber in einem durch einen blauen Wellenbalken begrenzten, goldenen (gelben) Schildhaupt ein rotes durchgehendes Kreuz.“ […] „Der Kreis führt folgende Flagge: Von rot und gelb längs gestreift mit dem Wappenschild des Kreises in der Mitte der oberen Hälfte.“ (Wappen genehmigt am 12. Februar 1976) |

Wichtiger Hinweis
Zur Zeit der Erstellung dieses Artikels befinden sich darin nur wenig Flaggenabbildungen, dafür aber die Platzhalter  für Hissflaggen und  für Banner. Entsprechende Platzhalter  sind auch auf den Wappenlisten üblich und eine Aufforderung, die noch fehlenden Abbildungen zu finden oder zu erstellen und hochzuladen.

## Städte
| Stadt         | Hissflagge                         | Banner | Kommentare |
| ------------- | ---------------------------------- | ------ | --- |
| Bad Driburg   | laut Hauptsatzung keine Hissflagge |        | „Der Stadt ist mit Urkunde des Regierungspräsidenten Detmold vom 9.5.1973 das Recht zur Führung eines Wappens verliehen worden. Beschreibung des Wappens: In Blau eine goldene (gelbe) gezinnte Stadtmauer mit offenem, von einem doppeltgezinnten Turm überragten Tor; über der Mauer im linken Schildfeld freischwebend ein goldenes (gelbes) lateinisches Kreuz […].“ „Der Stadt ist ferner mit Urkunde des Regierungspräsidenten Detmold vom 9.5.1973 das Recht zur Führung eines Banners verliehen worden. Beschreibung des Banners: Von Blau und Gelb längsgestreift mit dem Stadtwappen etwas oberhalb der Mitte des Banners.“ |
| Beverungen    | laut Hauptsatzung keine Hissflagge |        | „Die Stadt führt mit Genehmigung des Regierungspräsidenten in Detmold vom 12.10.1972 ein eigenes Wappen […], ein Banner und eine Flagge, die wie folgt beschrieben werden: 1. Wappenbeschreibung: In Blau drei 2 : 1 gestellte silberne (weiße) Lilien. 2. Banner- und Flaggenbeschreibung: Von Weiß, Blau, Weiß, Blau im Verhältnis 1 : 1 : 1 längs gestreift mit dem Stadtwappen im blau umrandeten weißen Bannerhaupt. […]“ |
| Borgentreich  |                                    |        | „Der Stadt ist mit Urkunde des Regierungspräsidenten Detmold vom 19.07.76 das Recht zur Führung eines Wappens verliehen worden. Beschreibung des Wappens: Von Rot und Gold (Gelb) gespalten, vorn ein goldenes (gelbes) Vortragekreuz, hinten eine rote Lilie, darunter ein blauer dreifach gestaffelt-gezinnter Schildfuß. Der Stadt ist ferner mit Urkunde des Regierungspräsidenten Detmold vom 19.07.1976 das Recht zur Führung einer Flagge verliehen worden. Beschreibung der Flagge: Banner und Hissflagge von Rot und Gelb längsgestreift mit dem Wappenschild der Stadt.“ |
| Brakel        |                                    |        | „Der Stadt Brakel ist mit Urkunde des Regierungspräsidenten Detmold vom 6.10.1977 das Recht zur Führung eines Wappens verliehen worden. Beschreibung des Wappens: In rot zwischen zwei silbernen (weißen) oben durch einen Ziergiebel verbundenen, spitzbedachten Türmen ein grüner Schild mit drei silbernen (weißen) Pfählen, im Schildhaupt überdacht von einem roten Balken, der mit drei goldenen (gelben) Kugeln belegt ist.“ […] „Der Stadt Brakel ist ferner mit Urkunde des Regierungspräsidenten Detmold vom 6.10.1977 das Recht verliehen worden, ein Banner und eine Flagge zu führen. Beschreibung des Banners: Grün und weiß längsgestreift mit dem Wappenschild der Stadt in der Mitte der oberen Hälfte. Beschreibung der Hissflagge: Grün und weiß längsgestreift mit dem von der Mitte zur Stange verschobenen Wappenschild der Stadt.“ |
| Höxter        |                                    |        | „Der Kreisstadt Höxter ist mit Urkunde des Regierungspräsidenten Detmold vom 1. Juli 1970 das Recht zur Führung eines Wappens erteilt worden, das in rot einen silbernen (weißen) Torbau mit großem offenen Tor unter durchbrochenem gotischen Giebel zwischen zwei spitzbedachten Türmen, die am Rande über einer von schmalen Toren durchbrochenen Mauer von zwei Zinnentürmen beseitet sind, zeigt. Der Kreisstadt Höxter ist ferner mit Urkunde des Regierungspräsidenten Detmold vom 1. Juli 1970 das Recht erteilt worden, ein Banner und eine Flagge zu führen. Das Banner ist Rot-Weiß-Rot im Verhältnis 1 : 3 : 1 längsgestreift mit dem Stadtwappen oberhalb der Mitte. Die Flagge ist von Rot-Weiß-Rot im Verhältnis 1 : 3 : 1 längsgestreift mit dem zur Stange verschobenen Stadtwappen.“                                                    |
| Marienmünster |                                    |        | Beschlossen vom Rat der Stadt Marienmünster am 23. Mai 1973, genehmigt durch den RP Detmold am 25. Juli 1973: „Beschreibung des Wappens: ‚In Silber (weiß) eine rote Kirche mit schwarzbedachten Türmen, der mittlere Turm mit einer barocken Haube. Unter dem schwarzen Satteldach zwischen den Seitentürmen ein goldener (gelber) achtstrahliger Stern.‘ […] Beschreibung der Flagge: ‚Von Rot und Weiß längsgestreift mit dem von der Mitte zur Stange verschobenen Stadtwappen.‘ […] Beschreibung des Banners: ‚Von Rot und Weiß längsgestreift mit dem Stadtwappen im oberen Drittel.‘“ |
| Nieheim       |                                    |        | „Der Stadt Nieheim ist mit Urkunde des Regierungspräsidenten Detmold vom 8.2.1974 das Recht zur Führung eines Wappens und einer Flagge verliehen worden. Beschreibung des Wappens: In Rot ein goldenes (gelbes) freischwebendes Kreuz mit nach unten verlängertem Balken, bewinkelt von vier goldenen (gelben) Kugeln. Beschreibung der Flagge: Von Gelb und Rot längsgestreift, abgeteilt jedoch in jedem Streifen vorn ein Quadrat in verwechselten Farben. Im oberen roten Quadrat die heraldische Figur des Stadtwappens.“ |
| Steinheim     |                                    |        | Genehmigt durch den RP Detmold am 10. November 1972: „Die Stadt Steinheim führt als Dienstsiegel ihr Wappen. Es zeigt eine rote Stadtmauer in Silber (weiß) mit goldenem (gelbem) Tor, bekrönt von drei runden Zinnentürmen, deren mittlerer doppelt gezinnt ist.“ […] „Die Flagge ist grün-weiß und trägt das Stadtwappen.“ |
| Warburg       |                                    |        | Genehmigt durch den RP Detmold am 30. Juni 1977: „Beschreibung der Flagge: Als Banner und Hissflagge: Von Blau und Weiß längsgestreift.“ |
| Willebadessen | Stadtfarben                        |        | „Der Stadt ist […] mit Urkunde des Regierungspräsidenten in Detmold vom 17. Februar 1977 das Recht zur Führung eines Banners verliehen worden. Beschreibung des Banners: Von Blau und Gelb längsgestreift.“ In der Hauptsatzung ist also ein Banner ohne Wappen beschrieben. |